# Arianna Fontana
Arianna Fontana (14 d'abril de 1990, Sondrio) és una corredora de patinatge de velocitat sobre pista curta italiana qui va guanyar el bronze en el relleu de 3000 m en els Jocs Olímpics de 2006 d'hivern a Torí. Va finalitzar 11a als 500 metres i 6a en els 1000 m. Està especialitzada en la prova de 500 metres.

## Biografia
Als Jocs Olímpics d'Hivern de 2010 a Vancouver, va guanyar la medalla de bronze en la prova de 500 metres, va ser eliminada a les semifinals dels 1.500 metres i va ser eliminada a les semifinals de la prva de 1.000 metres. Als Jocs Olímpics d'Hivern de 2014 a Sotxi, va passar de la medalla de bronze a la medalla de planta en la prova de 500 m després de col·lidir amb la patinadora britànica Elise Christie. Christie va ser desqualificada després d'una xoc a la final.
Fontana va obtenir la medalla d'or en la final femenina de 500m als Jocs Olímpics d'Hivern de 2022, a Pequín. En aquests mateixos jocs va obtenir també la medalla d'argent en els relleus mixtes, fet que la va situar com l'esportista més condecorada de la història olímpica en patinatge de velocitat en pista curta, superant Apolo Ohno i Viktor An.